# Juan Nepomuceno Troncoso
Juan Nepomuceno Troncoso Bueno (Veracruz, 12 de mayo de 1779 - Tlacotepec, 29 de diciembre de 1830), periodista, poeta, abogado, político y sacerdote mexicano.

## Biografía
Estudio gramática latina y retórica en el colegio de Tehuacán. En 1793 fue a estudiar filosofía en el Seminario Palafoxiano de Puebla, y en la universidad de México recibió el grado de bachiller en Artes (1795); continuó sus estudios en el seminario y en 1804 se licenció en Derecho. Sabía francés, inglés, italiano y bastante griego, además del latín que era normal conocer en esa época en las personas de su profesión, y tradujo las Cartas a una polonesa del marqués de Caracciolo entre otras obras. Tuvo con su hermano José María, también abogado y sacerdote, una imprenta, la "Imprenta Liberal". En 1820 comenzó a publicar en Puebla el primer periódico de dicha ciudad, La Abeja Poblana, cuyo primer número salió el 30 de noviembre; el 1 de marzo imprimió el Plan de Iguala causando gran polémica y fue reducido a prisión en el convento de Santo Domingo; luego se le conmutó por arresto domiciliario bajo fianza; el virrey pidió medidas más duras al gobernador Ciriaco Llano, y este optó por alejarlo para no tenerlo que encarcelar perpetuamente en San Juan de Ulúa, dándole, por mediación de su hermano José María Troncoso Bueno, también sacerdote y abogado en ambos derechos y provisor en el obispado de Puebla, un curato en Molcajac. Sus muchos folletos y papeles políticos y su afán independentista liberal le valieron varias denuncias y procesos; cuando murió en 1830 el Congreso nacional le había concedido una pensión de cien pesos mensuales. Escribió una Historia de la independencia de México que se ha perdido o, más probablemente, fue quemada por sus enemigos.

## Obras (incompleto)
- Fábulas (México: 1819)
- Fábula política: Los Animales en Cortes (1820)
- Dar que van dando: carta a un Argelino, residente en Mejico y autor de un papel titulado No rebuznaron en balde el uno y el otro alcalde (1820)
- Carta al Pensador megicano (1820)
- Aviso al pueblo (1820)
- Examen Imparcial de la respuesta que la Suprema Junta provisional de Gobierno dio á las cinco representaciones de los Americanos, en que pedían se aumentase el número de sus Diputados suplentes para las actuales Córtes, que se halla reducido á treinta por Decreto de Convocación de 22 de marzo de este año de 1820 (1820)
- Pascuas a un militar (1821)
- Derechos y obligaciones del ciudadano. Comprende ocho artículos distribuidos en igual número de cartas (1821)
- Peor es lo roto que lo descosido: Carta al autor de un manifiesto publicado con el título de A los sensatos y ciudadanos pacíficos (1821)
- Carta al general en gefe del ejército imperial el Señor D. Agustin de Iturbide (1821)
- A los señores oficiales y soldados del ejército nacional de las tres garantías (1821)
- Mi carta al pueblo (1821)
- Carta al Sr. D. Francisco Manuel Sánchez de Tagle (1822)
- Representación que dirije a esta Exma. diputación el cura de Molcajac, Juan Nepomuceno Troncoso, en unión de su ayuntamiento (1823).